# فاحشه حکومتی
«فاحشه حکومتی» (به انگلیسی: Government Hooker) ترانه‌ای از هنرمند اهل ایالات متحده آمریکا لیدی گاگا است که در ۲۳ مه ۲۰۱۱ منتشر شد. این ترانه در آلبوم این‌گونه زاده شده‌ام (آلبوم) قرار داشت.